# Егейська кішка
Егейська кішка (грец. γάτα του Αιγαίου) — порода кішок, що виникла природним шляхом на Кікладах у Греції. Розводити її почали з 1990-х років. Вважається породою кішок місцевого походження.

## Зовнішність
Шерсть в егейської кішки напівдовга, без підшерстка, помірно жорстка і достатньо густа. Добре її захищає впродовж суворих зимових холодів і трішки линяє на літо. Забарвлення шерсті дво- чи триколірне, але один з кольорів обов'язково повинен бути білим, без жовтуватого відтінку і покриває від 1/2 до 2/3 частини тіла. Інші кольори можуть бути чорні, червоні, блакитні, кремові, зі смужками або без них. Егейська кішка це порода середнього розміру, з міцним, мускулистим тілом, не схильна до накопичення надмірної ваги. Тіло у неї видовжене, струнке, ступні середнього розміру, лапи заокруглені. Хвіст середньої довжини, прямий. Голова середнього розміру, широка, але не кругла. Вуха широко розташовані, заокруглені на кінчиках і покриті шерстю. Особливість цих кішок у тому, що їхні очі можуть бути тільки зеленого забарвлення.

## Характер
Хоча егейська кішка тільки недавно виділилася в окрему породу, одомашнена вона вже була давно і добре пристосована до життя з людьми. Добре переносить життя у квартирі. Ці кішки розумні, активні та життєрадісні, люблять привертати увагу.